# Wedel (Jägersprache)
Der Ausdruck Wedel kennzeichnet die Verlängerung der Wirbelsäule zu einem Schwanz bei Schalenwild außer Schwarzwild, welches  einen Pürzel hat. 
In der Jägersprache gibt es für weitere Tiere unterschiedliche Bezeichnungen für diesen Körperteil, z. B. die Blume beim Feldhasen und anderen hasenartigen, die Lunte bei Fuchs und  Marder.